# Euplica varians
Euplica varians är en snäckart som först beskrevs av G.B. Sowerby I 1832.  Euplica varians ingår i släktet Euplica och familjen Columbellidae. Inga underarter finns listade i Catalogue of Life.